# NGC 6116
NGC 6116 is een spiraalvormig sterrenstelsel in het sterrenbeeld Noorderkroon. Het hemelobject werd op 10 juli 1880 ontdekt door de Franse astronoom Édouard Jean-Marie Stephan.

## Synoniemen
- UGC 10336
- MCG 6-36-21
- ZWG 196.32
- KUG 1617+352
- PGC 57800